# Schartau (Burg)
Schartau is een plaats en voormalige gemeente in de Duitse deelstaat Saksen-Anhalt. Het dorp maakt sinds 1 december 2002 deel uit van de gemeente Stadt Burg (Burg (bij Magdeburg)) in de Landkreis Jerichower Land.
Schartau ligt aan de Elbe, bijna 5 km ten west-noordwesten van de stad Burg, en tegenover Rogätz. Naar die plaats kan men per veerbootje de Elbe oversteken. De veerstoep bevindt zich 2 km ten noorden van het dorp.
Schartau is overwegend steeds een, weinig belangrijk boerendorp gebleven, hoewel er in de middeleeuwen een rechtscollege voor enkele omliggende dorpen heeft gezeteld. Het evangelisch-lutherse St.-Sebastiaanskerkje in het dorp, dat in de 12e of 13e eeuw in laat-romaanse stijl is gebouwd, werd na een brand in 1759 grondig gerenoveerd. De kerktoren in vakwerkstijl is vermoedelijk 18e- of 19e-eeuws.

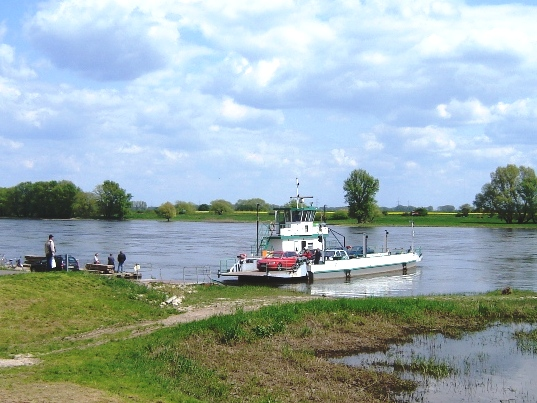
Veerbootje Rogätz-Schartau